# أرت شميت
أرت شميت (بالإنجليزية: Art Schmidt)‏ هو سياسي أمريكي، ولد في 1 مايو 1927 في كولد سبرينغ في الولايات المتحدة. حزبياً، نشط في الحزب الجمهوري.